# Elassochirus
Elassochirus (лат.) — род десятиногих раков из надсемейства раков-отшельников Paguroidea.
Elassochirus обитают в пустых раковинах брюхоногих моллюсков, при этом с ростом своего тела рак вынужден менять раковины на большие. В раковине находится постоянно задняя, покрытая мягкой кожицей часть его тела. Обладают четырьмя мощными ногами, предназначенными для быстрого передвижения. Задние ноги слаборазвиты и служат для удержания рака в раковине.
Встречаются в восточной части Тихого океана. Охранный статус рода не оценён, они безвредны для человека и промыслового значения данный род не имеет.

## Виды
- Elassochirus cavimanus (Miers, 1879)
- Elassochirus gilli (Benedict, 1892)
- Elassochirus tenuimanus (Dana, 1851)

## Иллюстрации

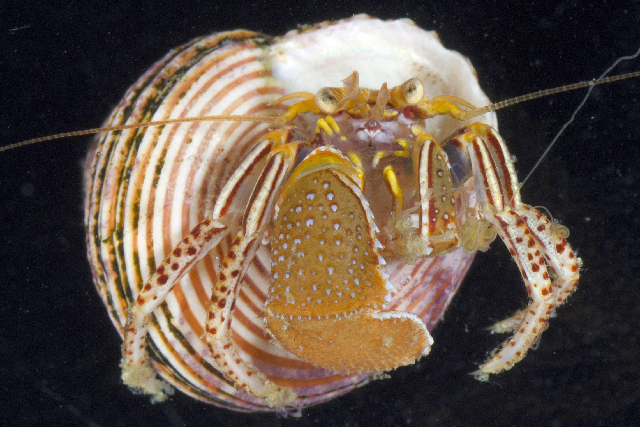
Elassochirus tenuimanus
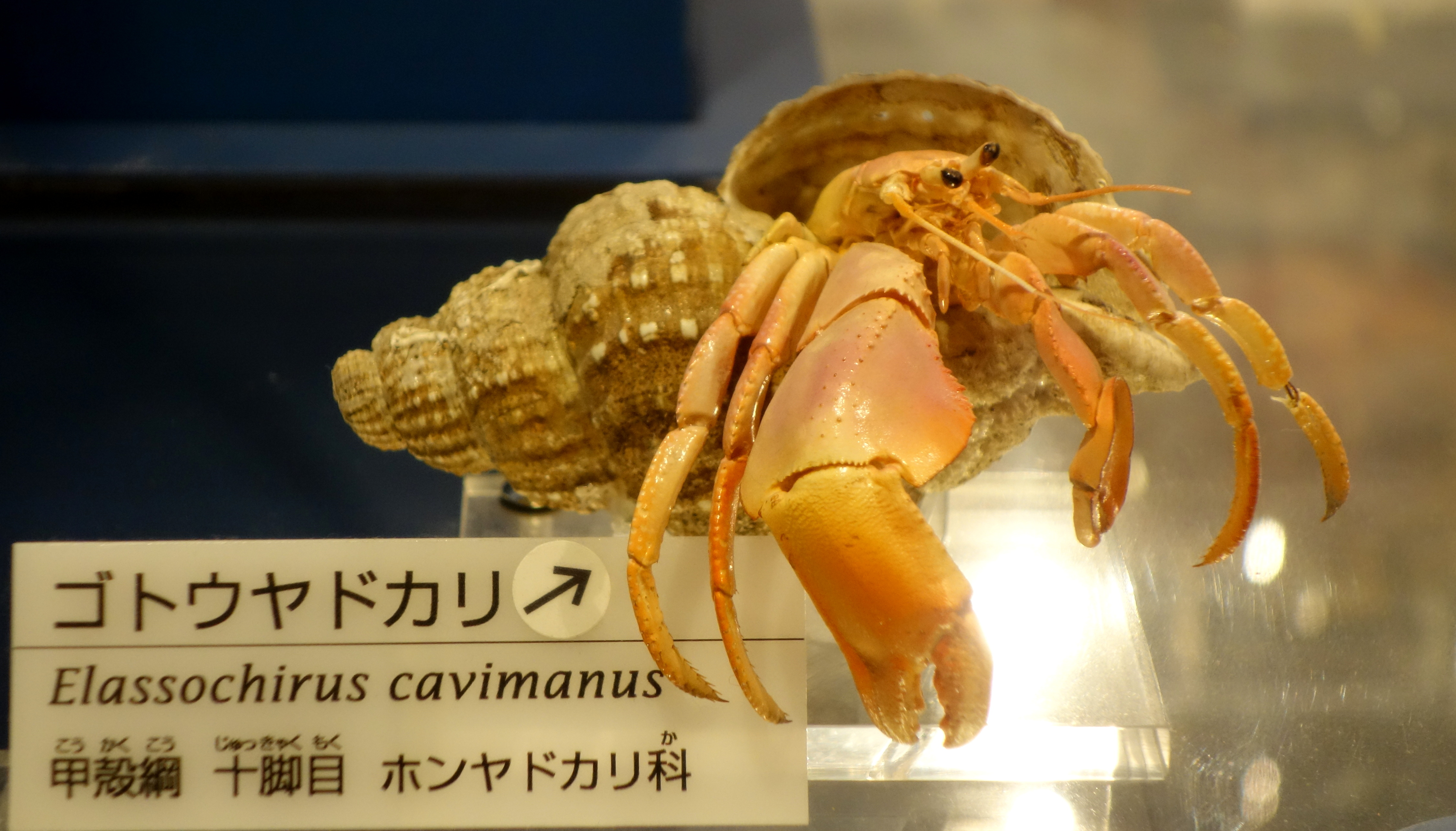
Elassochirus cavimanus